# 北大橋駅
北大橋駅（ほくだいきょうえき）は、中華人民共和国浙江省杭州市拱墅区莫干山路と隠秀路、および古運路の交差点に位置する杭州地下鉄10号線の駅である。

## 沿革
- 2022年2月21日 - 開業。[1]

## 駅構造
島式ホーム1面2線を有する地下駅。フルスクリーンタイプのホームドアが、設置されている。改札階（地下1階）とホーム階（地下2階）間を連絡するエレベーターおよびエスカレーターが設置されている。

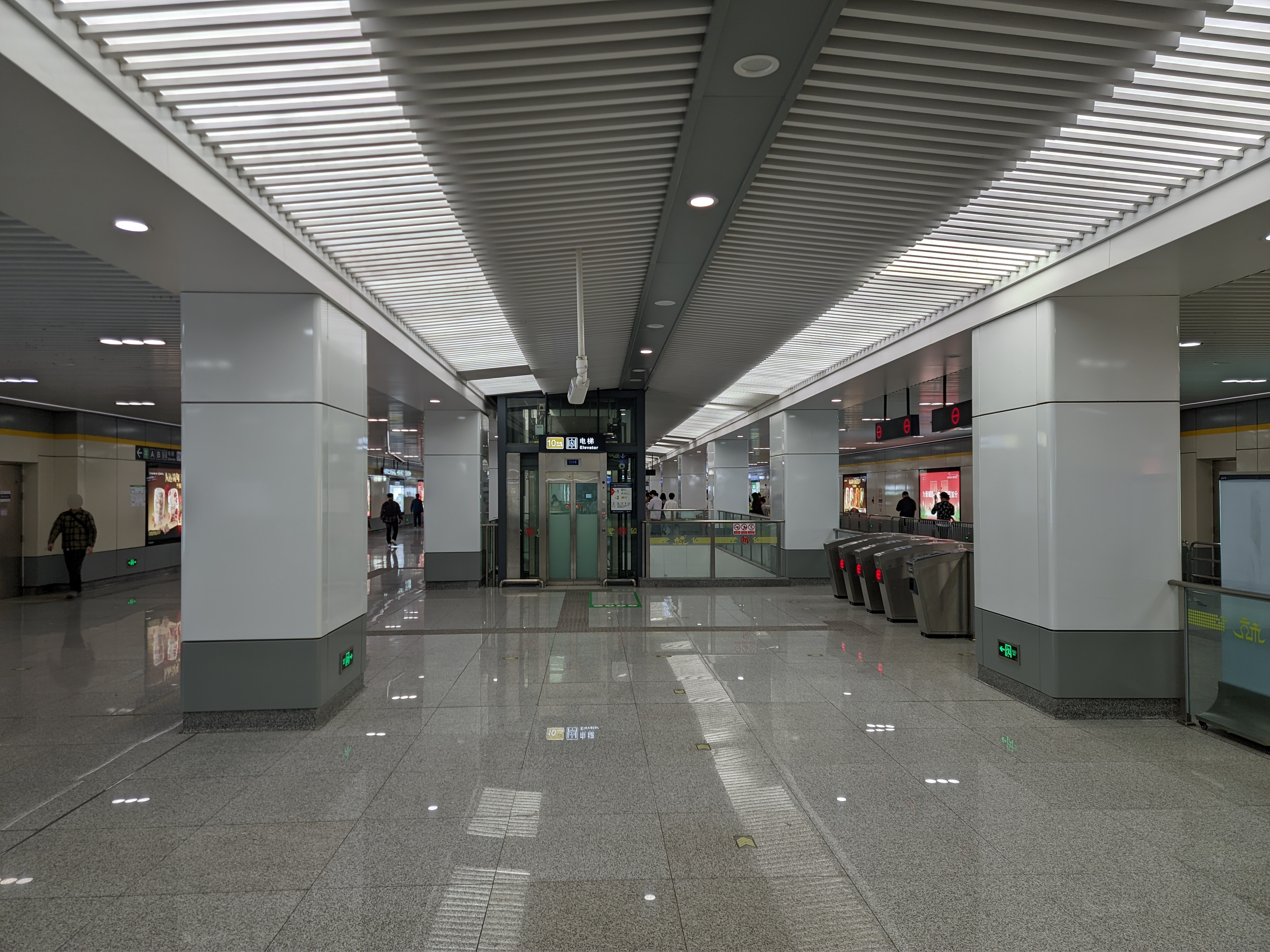
コンコース
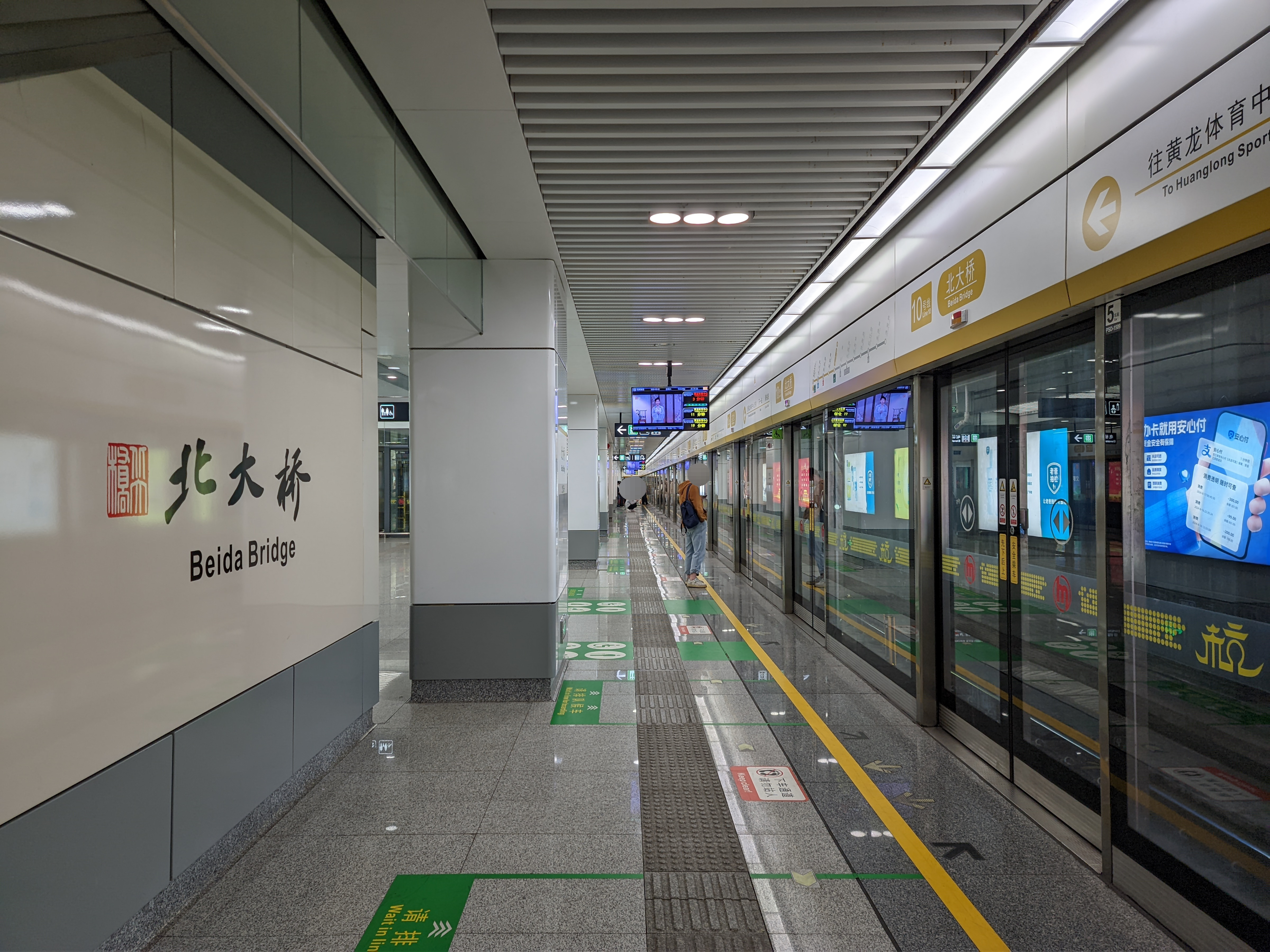
ホーム
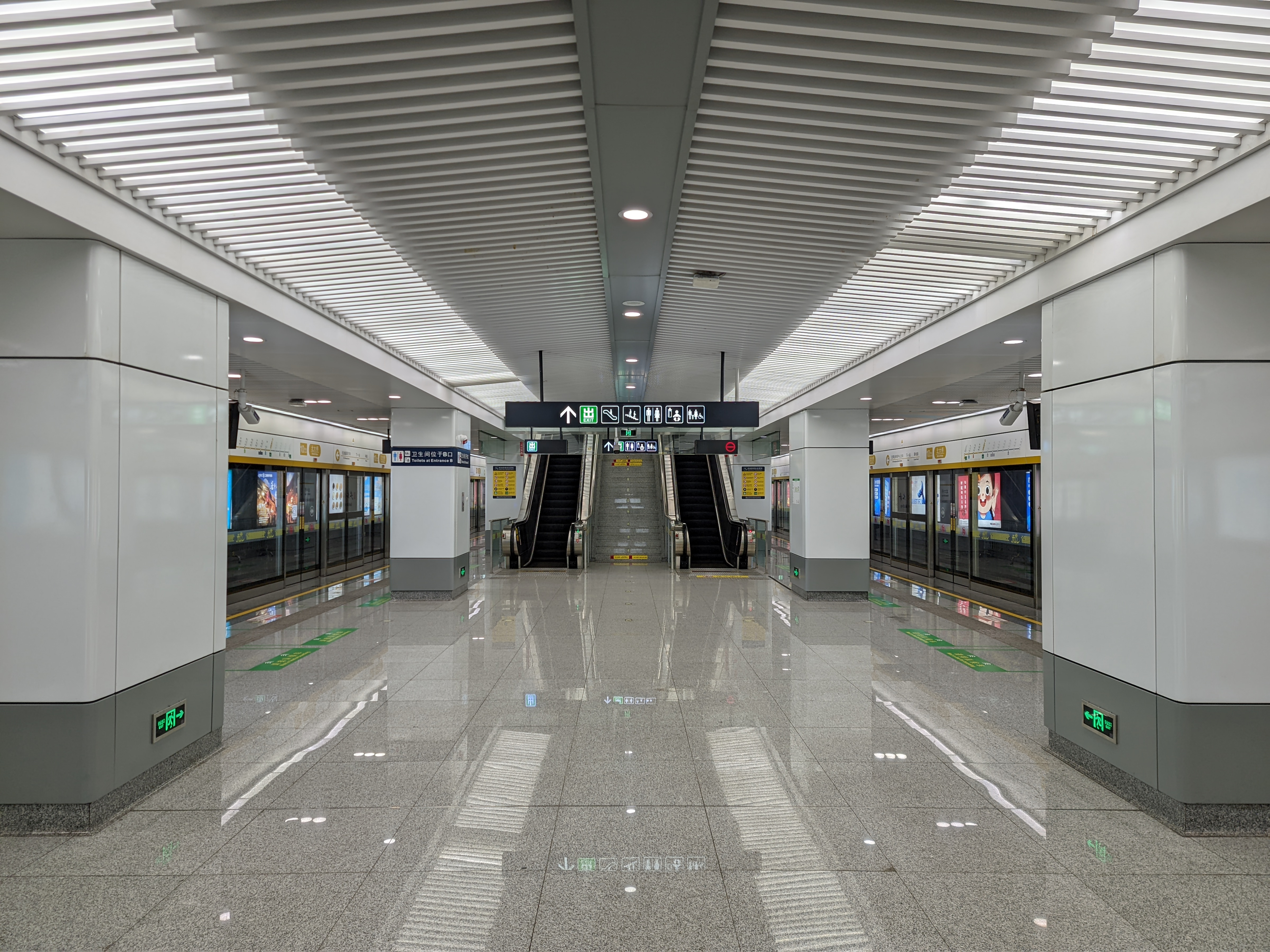
ホーム

### のりば
| 番線   | 路線     | 行先             |
| ------ | -------- | ---------------- |
| 南方面 | ■ 10号線 | 黄竜体育中心方面 |
| 北方面 | ■ 10号線 | 逸盛路方面       |

## 駅周辺
- 杭州大悦城（中国語版）
- 杭州長征中学

## 隣の駅
杭州地下鉄
■ 10号線
翠柏路駅 - 北大橋駅 - 和睦駅